# Луганская ТЭС
Луганская тепловая электрическая станция (ЛТЭС или ЛуТЭС; ранее Ворошиловградская (Луганская) ГРЭС) — тепловая электростанция, с общей установленной мощностью 1360 МВт, расположенная в г. Счастье, вырабатывает тепло для теплоснабжения и горячего водоснабжения в городе Счастье.
Входит в состав частной энергогенерирующей компании ООО ДТЭК «Востокэнерго», входящей в свою очередь в ООО «ДТЭК».

## История
В 1952 году началось строительство Ворошиловградской ГРЭС (Ворошиловградская государственная районная электростанция).
В 1956 году первый генератор мощностью 100 МВт был включен в энергосистему Донбасса.
В 1958 году — закончено строительство первой очереди — Ворошиловградская ГРЭС стала самой крупной электростанцией СССР с установленной мощностью 700 МВт.
В 1963 году — запуск второй очереди на Ворошиловградской ГРЭС.
1969 год — окончание строительства Ворошиловградской ГРЭС.
В 1989 году установленная мощность ГРЭС составляла 2300 МВт.
В советское время ГРЭС входила в состав Южной энергосистемы Единой энергетической системы Европейской части СССР.
28 апреля 2001 года Луганская ТЭС (ранее находившаяся в ведении генерирующей компании «Донбассэнерго») была продана на аукционе.
28 июля 2003 года Луганская ТЭС была внесена в перечень особо важных объектов электроэнергетики Украины, обеспечение охраны которых было возложено на ведомственную военизированную охрану во взаимодействии со специализированными подразделениями МВД Украины и иных центральных органов исполнительной власти.
В 2009—2011 годы Луганская ТЭС неизменно занимала по объёму производства электроэнергии 2-е место по всей Украине.
В 2012 году мощность станции составляла 810 мегаватт. За 2012 г. ТЭС выработала более 6 млн киловатт-часов.

## Российско-украинская война

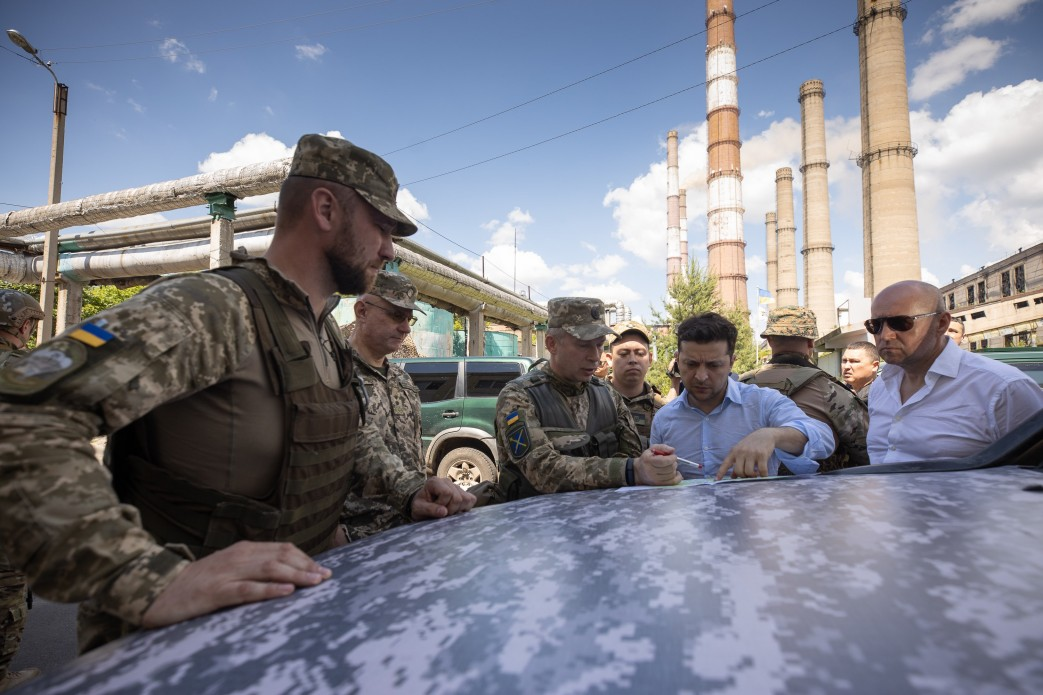
6-й президент Украины Владимир Зеленский на территории Луганской ТЭС, 27 мая 2019 года, рядом с ним Александр Сырский

### Война на Донбассе
После начала вооружённого конфликта на востоке Украины, весной 2014 года, станция оказалась в зоне боевых действий.
3 сентября 2014 командир батальона «Айдар» Сергей Мельничук заявил, что «айдаровцы» заминировали Луганскую тепловую электростанцию в Счастье и готовы её подорвать «в случае массового прорыва боевиков и российских военных подразделений».
17 сентября 2014 г. в результате боевых действий возле города Счастье, в 16:10 часов несколько снарядов попали на территорию Луганской ТЭС. Один снаряд повредил трансформатор. Из-за попадания снаряда и возникшего пожара трансформатор был полностью разрушен.
В связи с конфликтом на востоке Украины железнодорожная ветка, по которой станция снабжалась углем, оказалась изолирована от украинских железных дорог: с одной стороны она уходит через государственную границу на территорию России, с другой стороны заходит на территорию под контролем самопровозглашённой ЛНР. Также станция и подконтрольный Украине север Луганской области оказались изолированы от энергосистемы Украины, станция оказалась единственным крупным объектом электрогенерации в этом изолированном энергоострове, снабжающим электроэнергией около 1 млн человек. В связи с торговой блокадой ДНР и ЛНР (с 2017 года) станция оказалась отрезана от поставок угля со стороны Донбасса. Также украинские СМИ утверждают что поставки угля со стороны российской границы заблокированы Россией. В связи с этим станция работала в минимальном режиме.
По состоянию на начало 2022 года на станции оставался в работе только один энергоблок. 21 февраля 2022 года (за три дня до начала боевых действий ВС РФ на Украине) он был остановлен из-за повреждений линий электропередач.

### После 24 февраля 2022 года
С февраля 2022 года станция перешла под контроль российских сил. 7 мая 2022 года станция была заново, после двухмесячного простоя, запущена (на природном газе). На территории станции проводилось разминирование, были найдены около 250 взрывоопасных предметов.

## Влияние на экологию
ТЭС входит в перечень 100 объектов, которые являются наибольшими загрязнителями природной среды на Украине. На 2010 год, наряду с предприятием Северодонецкий «Азот», являлась наибольшим загрязнителем воздуха среди других предприятий Луганской области.

## Директора
- Анатолий Махно[18]
- Станислав Валантир (2015—2019)[19]
- Борис Дмитриевич Сафонов (2019—2022)[20]